# Бахурень
Ба́хурень (словац. Bachureň), гірський масив в східній Словаччині, частина Подгуольно-Магурського пасма (Карпати).
Найвища точка — гора Бахурень, 1081.5 м. Площа: 124 км².
Гірський масив побудований з палеогенових порід, де переважають пісковики і конгломерати. Бахурень є лісистими горами (хвойні і змішані і листяні ліси). Незаліснена частина вкрита гірськими луками. Рідше зустрічаються поля. У горах є мінеральні джерела, ущелини, печери.
Протікає Дубовицький потік.